# Сметанино (Верховажский район)
Сметанино — деревня в Верховажском районе Вологодской области. Административный центр Верховского сельского поселения и Верховского сельсовета.

## География
Деревня находится в северной части Вологодской области на левом берегу реки Вага. Расстояние до районного центра Верховажья по автодороге — 22 километра. Ближайшие населённые пункты — Боровичиха, Киселево, Прилук.
Часовой пояс
Сметанино, как и вся Вологодская область, находится в часовой зоне МСК (московское время). Смещение применяемого времени относительно UTC составляет +3:00.

## Население
По переписи 2002 года население — 524 человека (250 мужчин, 274 женщины). Всё население — русские.
| 2010 |
| ---- |
| 447  |

## История
Указана в «Списке населённых мест по сведениям 1859 года» в составе 1-го стана Вельского уезда Вологодской губернии под номером «1842» как «Сметанинское (Нижнiй Край, Щипачево)».. Насчитывала 25 дворов, 100 мужчин и 150 женщин. Также помечено, что в селении находились: Верховажский удельный приказ, почтовая станция и две православные церкви.
В материалах оценочно-статистического исследования земель Вельского уезда упомянуто, что в 1900 году в административном отношении село входило в состав Верховского 1-го сельского общества Верховской волости. В таблицах поселение указано как два населённых пункта: Сметанинское и Сметанинское (Щивачево). На момент переписи в них совокупно находилось 43 хозяйства, в которых проживало 123 жителя мужского пола и 131 женского.
Село было центром церковного прихода. Кроме сохранившейся кирпичной Воскресной церкви в селе была ещё деревянная однопрестольная однокупольная церковь, освящённая в честь Димитрия Солунского. Церковь была построена в 1800 году, в 1872-1873 была отремонтирована, а окончательна разрушена в середине 20-го века. Храмы были обнесены каменной решётчатой оградой. Действовала церковно-приходская школа, расположенная  в собственном деревянном здании. В 1914 году в ней обучалось 80 мальчиков и 49 девочек. Кроме церковно-приходской, в 1914 году в Сметанине действовала земская школа.

## Достопримечательности
Церковь Воскресения Христова  Объект культурного наследия № 3500001706  — кирпичный храм, построенный в период с 1803 по 1826 годы.  Представляет собой двусветный четверик, перекрытый купольным сводом с люкарнами и главкой, с большой трапезной и двухъярусной колокольней. В советское время использовалась под хозяйственные нужды, в  начале 1990-х началось восстановление церкви.
- Фотография церкви в 2022 году